# Lenkei Gábor (orvos)
Lenkei Gábor Béla (Miskolc, 1961. március 1. –), magyar vállalkozó,  végzettsége szerint általános orvos, a Magyarországi Szcientológia Egyház prominens személyisége, a Jog az Egészséghez Közhasznú Egyesület elnöke, számos egészségügyi és egészséggel kapcsolatos témájú könyv szerzője, összeesküvés-elmélet-hívő, a magyar egészségipar egyik legismertebb szereplője. Főként vitaminkészítményei révén vált ismertté, a vitaminok jótékony hatásaira vonatkozó túlzó állításai miatt azonban gyakran kerül összetűzésbe orvosokkal és szkeptikus körökkel. Tevékenységét gyakran áltudományosnak ítélik és vitaminforgalmazó cégeit is többször bírságolta a Gazdasági Versenyhivatal tisztességtelen üzleti gyakorlat miatt.

## Életpályája
Általános és középiskolai tanulmányait szülővárosában végezte. Később a Debreceni Egyetemre járt, ahol 1986-ban szerezte meg orvosi diplomáját. Ezt követően – bár tudományos tevékenységéről csak keveset lehet tudni – saját elmondása alapján néhány évig mikrobiológus kutatóorvosként, majd előbb egy belgyógyászati, végül egy szülészeti-nőgyógyászati klinikán orvosként dolgozott, szakvizsgát azonban nem tett. Ekkortájt kezdett érdeklődni az alternatív gyógymódok iránt, majd 1992-ben elhagyta a pályát és magánpraxist alapított, amelyet 1996-ig folytatott. Ezután az üzleti életben kezdett tanácsadóként tevékenykedni. Vitaminforgalmazóként a 2000-es évek elején vált sikeressé.

## Egészségipari karrierje
2003-ban már sikereket könyvelhetett el a vitaminkereskedelem terén, de a cége által forgalmazott készítmények azután váltak igazán népszerűvé, hogy ugyanabban az évben megírta első könyvét "Cenzúrázott egészség" címmel. A könyvben megfogalmazott állításokat, miszerint a gyógyszeripar eltorzítja az orvostudományt és az orvoslást és célja az emberek megbetegítése vagy betegen tartása, ezt követően számos televíziós interjúban és élő előadásokban is elmondta. Szintén ebben a könyvben említette először a később védjegyévé vált és széles körben elterjedt "gyógyszermaffia" kifejezést.
Nyilatkozataiban és saját weboldalán fellelhető videó sorozatában is azt hirdeti, hogy a gyógyszerek egyértelműen ártalmasak, ellenben a vitaminoknak kizárólag pozitív hatásai vannak és akár betegségek elkerüléséről vagy gyógyulásról van szó, mindenképpen fontos a nagy mennyiségben való fogyasztásuk.
A 2000-es évek eleje óta számos céget alapított és számolt fel, azonban a jelenleg is működő, vitaminkereskedelemmel foglalkozó vállalkozásainak hálózata együttesen milliárdos nagyságrendű nettó árbevétellel rendelkezik.

## Viták a személye körül

### Összetűzései a hatóságokkal
2008-ban az Állami Népegészségügyi és Tisztiorvosi Szolgálat egészségkárosító hatásuk miatt betiltott 43 étrend-kiegészítő készítményt, amelyek közül 18-at Lenkei cége, a Free Choice Kft forgalmazott, különböző betegségmegelőző és gyógyhatást tulajdonítva a termékeknek. Mivel betiltott termékeket továbbra is forgalmazták, az azoknak tulajdonított gyógyhatást pedig nem tudták igazolni, a céget Gazdasági Versenyhivatal 2009-ben 100 millió, 2013-ban pedig 30 millió forint  összegű versenyfelügyeleti bírsággal sújtotta 
a fogyasztókkal szembeni tisztességtelen kereskedelmi gyakorlat tilalmának a Vj/46-069/2009. számú határozatban megállapított megsértése miatt.
2010-ben Lenkei a Jog az Egészséghez Közhasznú Egyesület élén feljelentést tett a kormány ellen "különösen jelentős vagyoni hátrányt okozó csalás és hűtlen vagy hanyag kezelés, illetve hivatali visszaélés gyanújával" a H1N1 influenza járvánnyal kapcsolatos, szerinte eltúlzott intézkedések miatt.

### Áltudományosnak tekintett állításai
Karrierje során számos állításával szembehelyezkedett az általa "hivatalos orvoslásként" és "hivatalos tudományként" emlegetett rendszerrel. Többek között olyan áltudományos állításai váltak híressé, mint hogy a rák "nagyon könnyen legyőzhető, még a vitamin is elpusztítja a ráksejteket", illetve gyakori állítása az is, hogy "a hiperaktivitás mint valódi betegség nem létezik". Ezzel szemben, bár valóban nem betegségként kategorizálják, a figyelemhiányos hiperaktivitás-zavar létező neurológiai rendellenesség.
A Cenzúrázott egészség megjelenése széleskörű vitákat váltott ki, mivel a benne foglalt állításokat, miszerint a gyógyszergyárak célja az emberek betegítése, illetve a gyógyszerek kollektíven káros és mellőzendő termékek, tudományos körökben általában túlzónak, megalapozatlannak vagy megtévesztőnek tartják.
Gyakran él azzal az eszközzel, hogy bizalmatlanságot épít az orvostudomány és maga a tudomány iránt, majd leegyszerűsítve a problémákat, vitaminokat ajánl azok megoldására. Erre volt példa az is, amikor a H1N1 influenza járvány idején írásaival azt sugallta, hogy a betegség nem jelent komoly veszélyt.
Szerepléseiben gyakori fordulat, hogy a végén vitaminkészítményeket ajánl egyes betegségek kezelésére és határozottan tagadja, hogy bármilyen vitamint túl lehetne adagolni, amivel szintén szembemegy a tudományos konszenzussal.

## Kapcsolata a szcientológiával
A '90-es évek elején került kapcsolatba a Magyarországi Szcientológia Egyházzal, amelynek hamar prominens személyiségévé vált. Saját elmondása szerint a lélek dolgainak megértésében L. Ron Hubbard írásai adtak neki útmutatást, aki egyébként saját maga is sokat foglalkozott a vitaminok hatásaival, különös tekintettel arra, hogy hogyan növelhetik a szcientológia által alkalmazott auditálások hatékonyságát. Az egyház által szervezett drogprevenciós programoknak is jelentős eleme a vitamin-túladagolás, de Lenkeit is gyakran éri kritika amiatt, hogy a vitamintermékei magukban hordozzák a túladagolás veszélyét.
A Szcientológia alapítójának könyvei a mai napig megtalálhatók Lenkei főként vitaminkészítményeket árusító bolthálózatában.  Jelenleg is aktív tagja a szervezetnek, rendszeresen támogatja adományokkal a Szcientológusok Nemzetközi Szövetségét, és a Lenkei család eddig összesen 1,5 millió amerikai dollárt (kb. 450 millió forint) adományozott az USA-beli Clearwaterben épülő "LRH Hall" nevű előadóteremre.

## A Covid19-cel kapcsolatos nézetei
2020-ban a Covid-19 járvány idején csatlakozott azoknak a magukat "vírusrealistáknak" és "vírus-szkeptikusoknak" nevező orvosoknak (pl. Dr. Tamasi József és Dr. Pócs Alfréd) és egészségügyi dolgozóknak (Gődény György) a táborához, akik "Orvosok és Egészségügyi Dolgozók a Tisztánlátásért" néven indítottak mozgalmat a járványkezelés általuk túlzásnak vélt intézkedései ellen, mint a maszkviselési kötelezettség, a boltbezárások, a kötelező távolságtartás és a covid-elleni védőoltások. Lenkei több helyen is tagadta a vírus veszélyességét és bejárta a magyar sajtót az a kijelentése, miszerint a vitaminkészítményei miatt akkor sem betegedne meg, ha belefeküdne "egy kád koronavírusba". Szerinte a járvány csupán a média hatalmas "hisztériakeltés járványa". Vírustagadás és ál-ismeretterjesztés miatt több bejelentés is érkezett ellene a Magyar Orvosi Kamarához. A bejelentés végül a rendőrséghez is eljutott, ahol először elutasították a keresetet, később azonban az ügyészség új döntés meghozatalára hívta fel a rendőrséget.
Miután a Facebook 2020 szeptemberében letiltotta az oldalát a koronavírussal kapcsolatos álhírterjesztés miatt, Lenkei szórólapos kampányba kezdett, amelyben "Eltitkolt jó hírek" címmel a saját weboldalán található videóira hívja fel a figyelmet.

## Főbb művei
- Cenzúrázott egészség (2003) ISBN 963-212-455-3